# Placogorgia cryptotheca
Placogorgia cryptotheca is een zachte koraalsoort uit de familie Plexauridae. De koraalsoort komt uit het geslacht Placogorgia. Placogorgia cryptotheca werd in 1910 voor het eerst wetenschappelijk beschreven door Nutting. 